# Peter Lim Charity Cup
La Peter Lim Charity Cup, es una competición amistosa de fútbol patrocinada por la Fundación Olímpica de Singapur y el empresario e inversor Peter Lim, con el afán de recaudar dinero para acciones benéficas.
El partido se celebró en el Estadio Jalan Besar de Singapur, el 22 de mayo de 2013, entre una selección de estrellas de Singapur y el flamante ganador de la Copa del Rey de Fútbol, el Club Atlético de Madrid, conseguida solo unos días antes del amistoso.
La selección de estrellas de Singapur estaba compuesta por jugadores de la S.League, con internacionales por Singapur y otros jugadores de otra nacionalidad como; Jozef Kapláň (Eslovaquia), Monsef Zerka (Marruecos) y Sirina Camara (Francia).
La victoria fue para el Atlético de Madrid, que se impuso con un marcador de 2-0 con goles de Raúl García y Diego Costa.
Todas las ganancias de las entradas del partido fueron hacia la Fundación olímpica de Singapur, cuyo objetivo es ayudar a los jóvenes atletas prometedores de orígenes humildes y realizar sus sueños de alcanzar la excelencia deportiva. Los precios de las entradas oscilaban entre 15$ y 50$. 
Antes del partido, se disputó otro encuentro entre exjugadores de la Selección de fútbol de Singapur, contra un equipo de celebridades locales.
Al finalizar el partido, las autoridades locales hicieron entrega del trofeo a Gabi, capitán del Atlético de Madrid.

## El partido
|  |  | 0 : 2   |                                                             | Estadio Jalan Besar, |  |
|  |  | Reporte | GOLES 29' Raul García 87' Diego Costa ARBITRO Yazeen Buhari |                      |  |

|  |  |

| España                          |
| Campeón Club Atlético de Madrid |